# بیست‌وجهی

بیست‌وجهی (به یونانی: εἰκοσάεδρον) شکلی‌ست که دارای یک تقارن بیست‌وجهی است. شکل هندسی با دوازده راس، هریک از رخ‌ها(وجه‌ها)، مثلثی است.واحدهای بیست وجهی در بسیاری از مشتقات بور دیده می‌شوند.